# امین منوچهری
سیدامین منوچهری ماسوله (زاده:۱۷ بهمن ۱۳۶۴ در تهران) بازیکن فوتبال اهل ایران است بازیکن سابق باشگاه‌ استقلال می باشد. 

## دوران باشگاهی
منوچهری فوتبال حرفه‌ایش را در باشگاه سایپا آغاز کرد. او پس از شش فصل بازی در باشگاه سایپا، به تیم استقلال تهران پیوست. وی بعد از یک نیم فصل حضور ناموفق در استقلال از این تیم جدا و به نفت پیوست. در سال ۱۳۹۲ و با پایان لیگ دوازدهم که برای منوچهری در دو باشگاه دو نیم‌فصل متفاوت ساخته بود، این بازیکن به راه‌آهن پیوست. امین منوچهری که در تیم پایین جدولی راه‌آهن خوش درخشیده بود با پایان نیم‌فصل لیگ پانزدهم قرارداد خود را با این باشگاه فسخ و به باشگاه سپاهان پیوست. وی در تاریخ ۱۹ مرداد ۱۴۰۱ از دنیای فوتبال خداحافظی کرد.

### جدول عملکرد باشگاهی
آخرین به‌روزرسانی ۳۰ دی‌ماه ۱۳۹۴
| عملکرد باشگاهی | عملکرد باشگاهی | لیگ برتر | لیگ برتر | لیگ برتر | لیگ برتر | جام حذفی | جام حذفی | جام حذفی | جام حذفی | آسیا | آسیا | آسیا | آسیا     | مجموع | مجموع | مجموع | مجموع | مجموع    |
| فصل            | باشگاه         | بازی     |          |          | Red card | بازی     |          |          | Red card | بازی |      |      | Red card | بازی  | حضور  |       |       | Red card |
| -------------- | -------------- | -------- | -------- | -------- | -------- | -------- | -------- | -------- | -------- | ---- | ---- | ---- | -------- | ----- | ----- | ----- | ----- | -------- |
| ۸۶–۱۳۸۵        | سایپا          | ۳        | ۰        | ۰        | ۰        | ۱        | ۰        | ۰        | ۰        | –    | –    | –    | –        | ۴     | -     | ۰     | ۰     | ۰        |
| ۸۷–۱۳۸۶        | سایپا          | ۶        | ۰        | ۰        | ۰        | ۱        | ۰        | ۰        | ۰        | ۰    | ۰    | ۰    | ۰        | ۷     | -     | ۰     | ۰     | ۰        |
| ۸۸–۱۳۸۷        | سایپا          | ۱۸       | ۴        | ۰        | ۰        | ۰        | ۰        | ۰        | ۰        | –    | –    | –    | –        | ۱۸    | -     | ۴     | ۰     | ۰        |
| ۸۹–۱۳۸۸        | سایپا          | ۲۹       | ۱۲       | ۰        | ۰        | ۱        | ۰        | ۰        | ۰        | –    | –    | –    | –        | ۳۰    | -     | ۱۲    | ۰     | ۰        |
| ۹۰–۱۳۸۹        | سایپا          | ۲۷       | ۳        | ۴        | ۱        | ۱        | ۰        | ۰        | ۰        | –    | –    | –    | –        | ۲۸    | '۱۶۶۷ | ۳     | ۴     | ۱        |
| ۹۱–۱۳۹۰        | سایپا          | ۲۸       | ۶        | ۲        | ۰        | ۱        | ۰        | ۰        | ۰        | –    | –    | –    | –        | ۲۹    | '۱۷۷۰ | ۶     | ۲     | ۰        |
| ۹۳–۱۳۹۲        | راه‌آهن         | ۲۷       | ۳        | ۱        | ۰        | ۳        | ۱        | ۰        | ۰        | –    | –    | –    | –        | ۳۰    | '۱۷۵۶ | ۳     | ۱     | ۰        |
| ۹۴–۱۳۹۳        | راه‌آهن         | ۲۹       | ۴        | ۱        | ۰        | ۰        | ۰        | ۰        | ۰        | –    | –    | –    | –        | ۲۹    | '۱۹۴۹ | ۴     | ۱     | ۰        |
| ۹۵–۱۳۹۴        | راه‌آهن         | ۱۲       | ۲        | ۰        | ۰        | ۰        | ۰        | ۰        | ۰        | –    | –    | –    | –        | ۱۲    | '۸۴۱  | ۲     | ۰     | ۰        |
| ۹۵–۱۳۹۴        | سپاهان         | ۰        | ۰        | ۰        | ۰        | ۰        | ۰        | ۰        | ۰        | ۰    | ۰    | ۰    | ۰        | ۰     | ۰     | ۰     | ۰     | ۰        |